# Francis Maitland Balfour
Francis (Frank) Maitland Balfour, mais conhecido como F. M. Balfour (Edimburgo, 10 de novembro de 1851 — Chamonix-Mont-Blanc, 19 de julho de 1882) foi um biólogo britânico.
Morreu na tentativa de escalar o Mont Blanc. Foi reconhecido por seus colegas como um dos grandes biólogos de seu tempo e sucessor de Charles Darwin.

## Vida
Irmão mais novo do político Arthur Balfour, nasceu em Edimburgo, Escócia. Frequentou a Harrow School, onde não mostrou nenhuma habilidade especial. Contudo, um de seus mestres, George Griffith, o encorajou e ajudou no aprendizado de ciências naturais, um gosto pelo qual, especialmente geologia, tinha sido inspirado por sua mãe. Entrando no Trinity College (Cambridge) em 1870, foi eleito scholar de ciências naturais por seus colegas para o ano seguinte, e obteve o segundo lugar no tripos de Ciências Naturais de dezembro de 1873.

## Carreira
Uma série da palestras sobre embriologia, apresentadas por sir Michael Foster em 1871, direcionaram a atenção de Balfour para a morfologia animal. Após o tripos ele foi selecionado para ocupar um dos dois assentos alocados na estação zoológica Nápolis da Universidade de Cambridge.